# Argyreia hirsuta
Argyreia hirsuta är en vindeväxtart som beskrevs av Robert Wight och Arn. Argyreia hirsuta ingår i släktet Argyreia och familjen vindeväxter. Inga underarter finns listade i Catalogue of Life.

## Bildgalleri

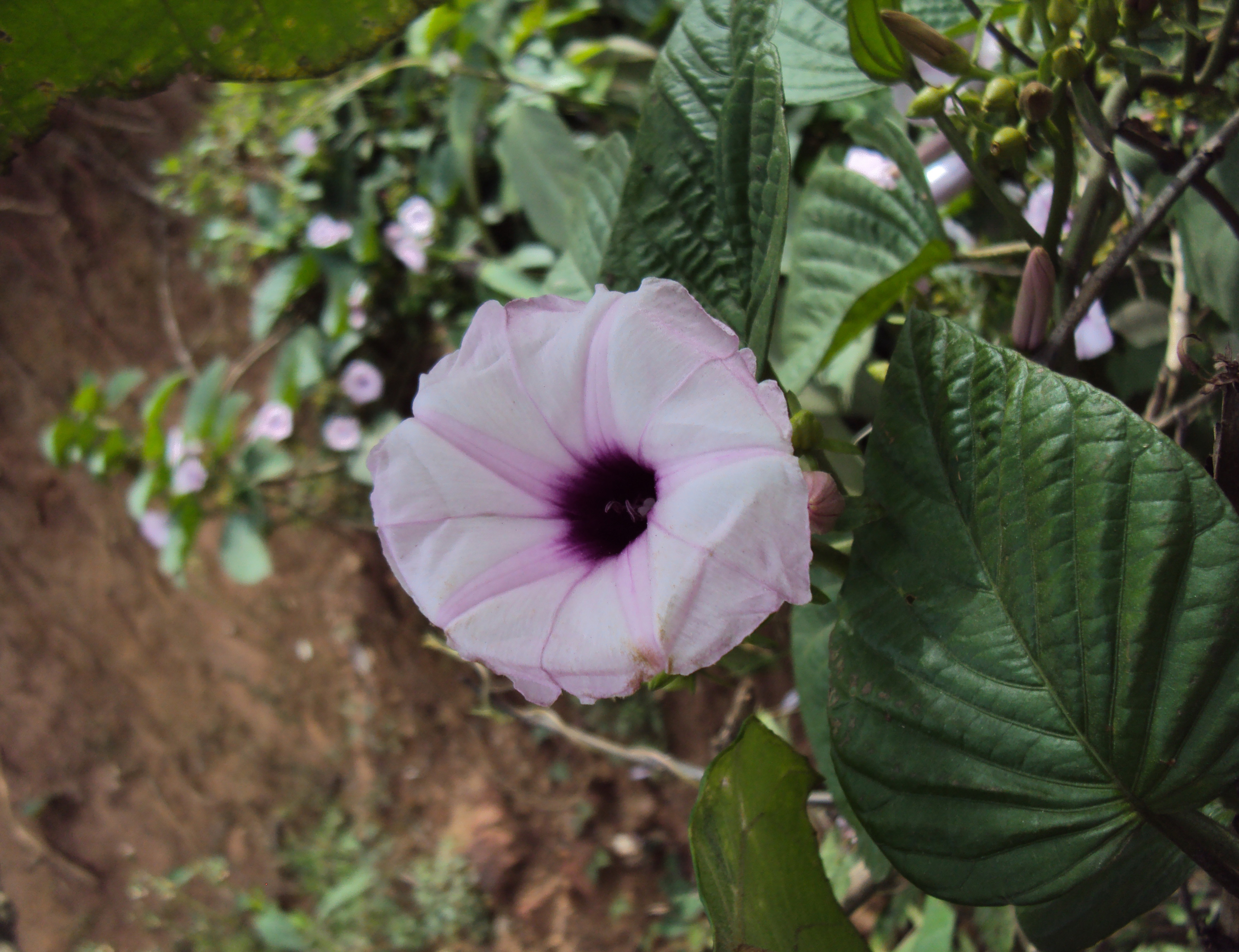
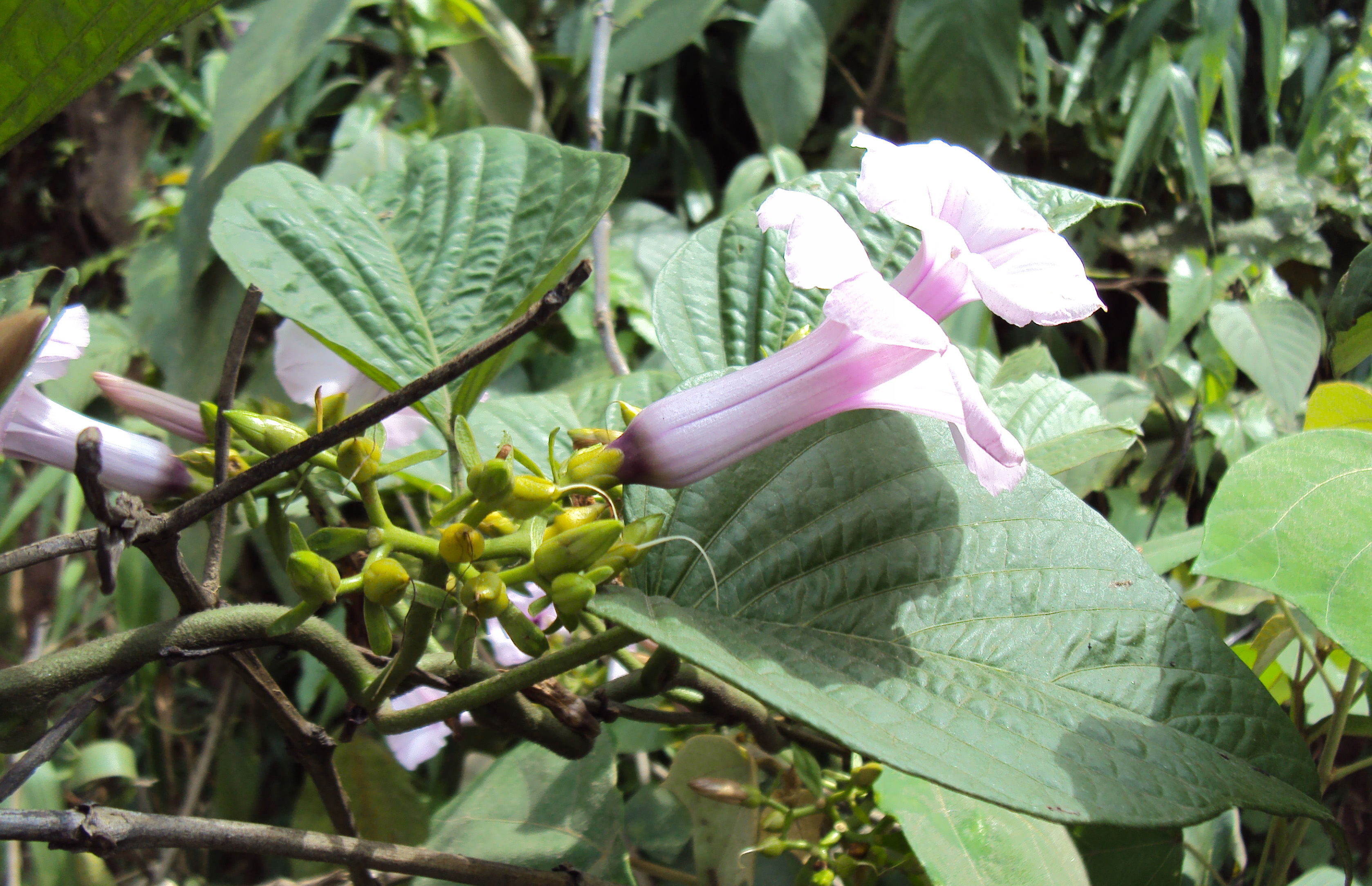
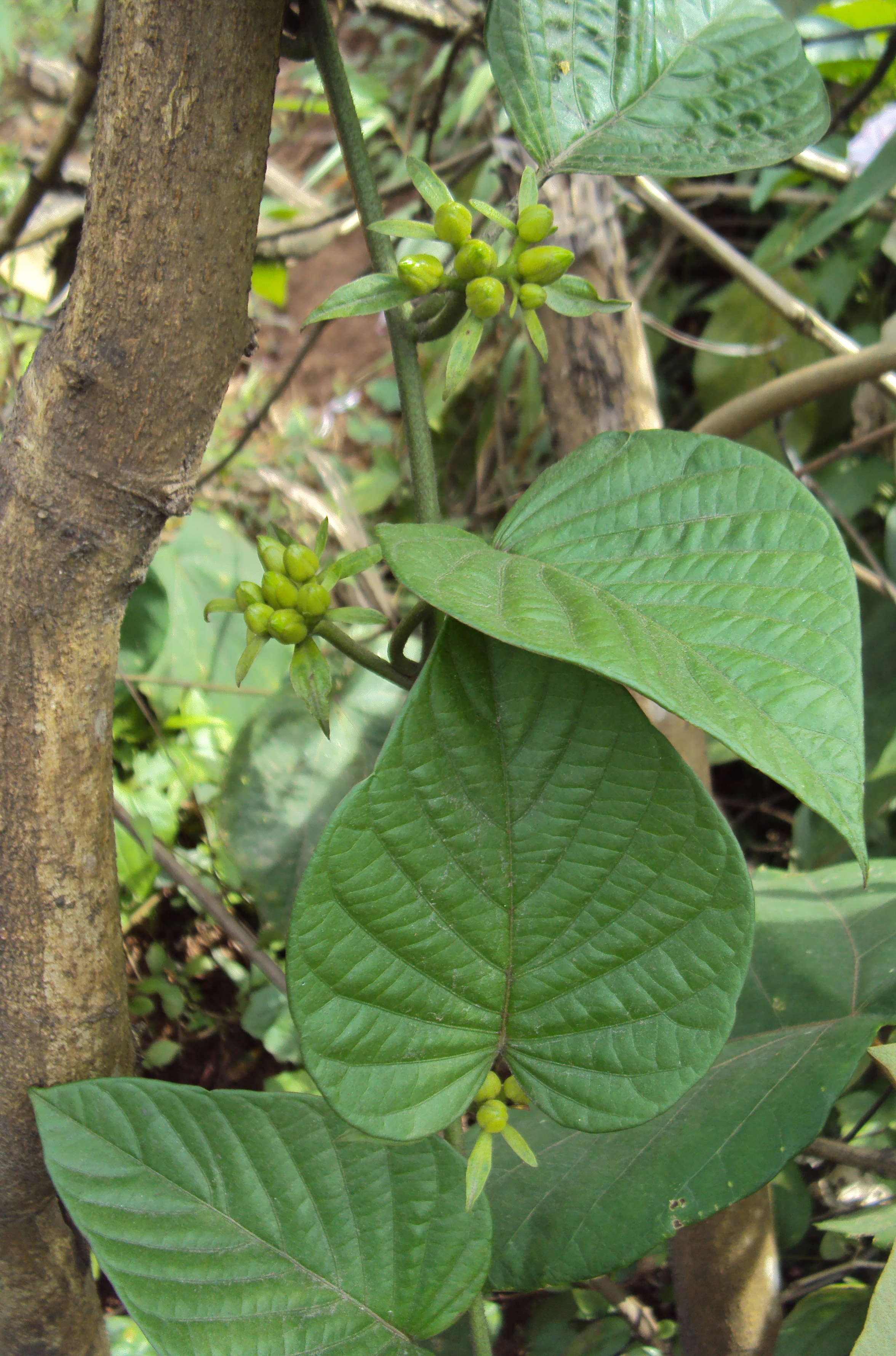
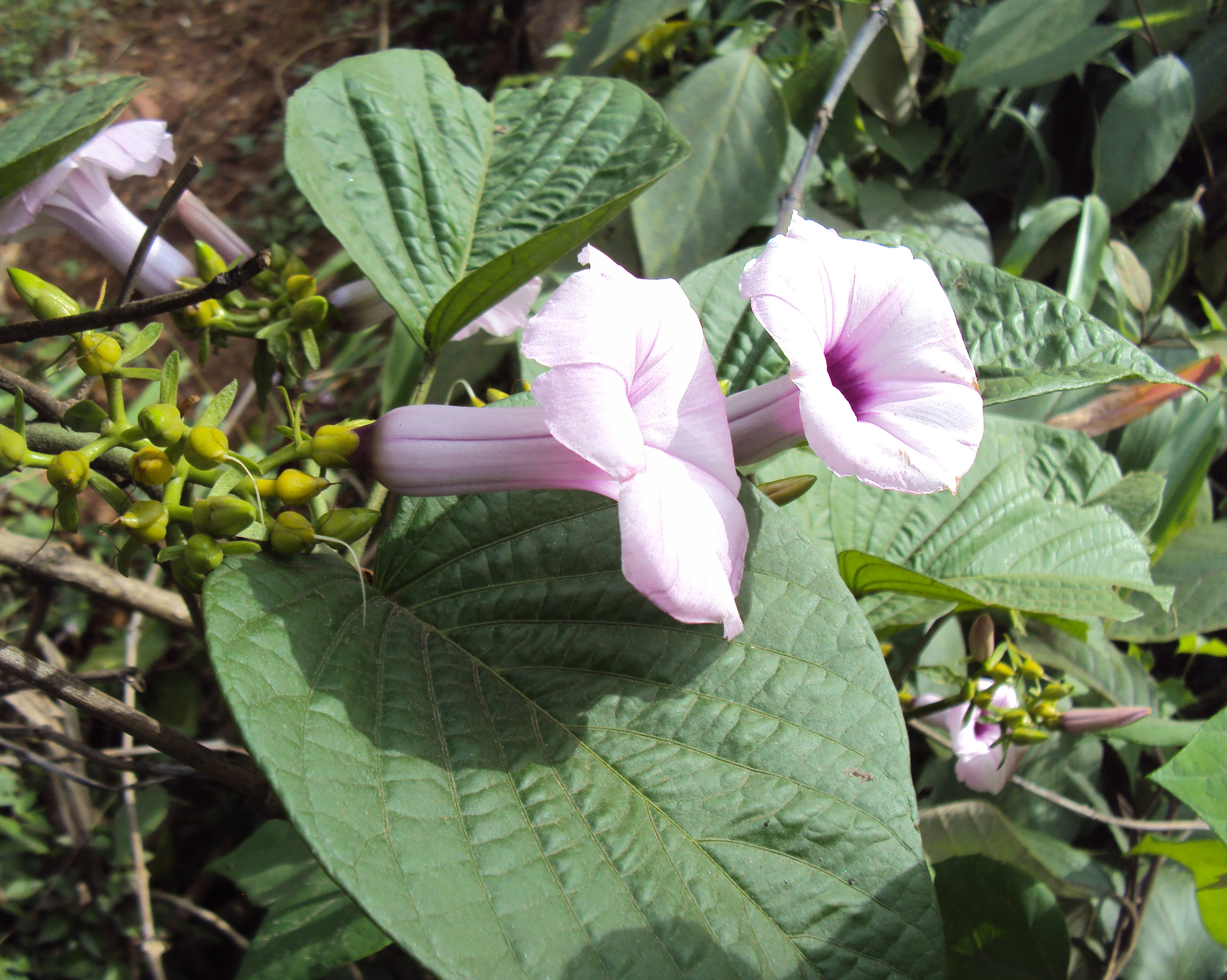
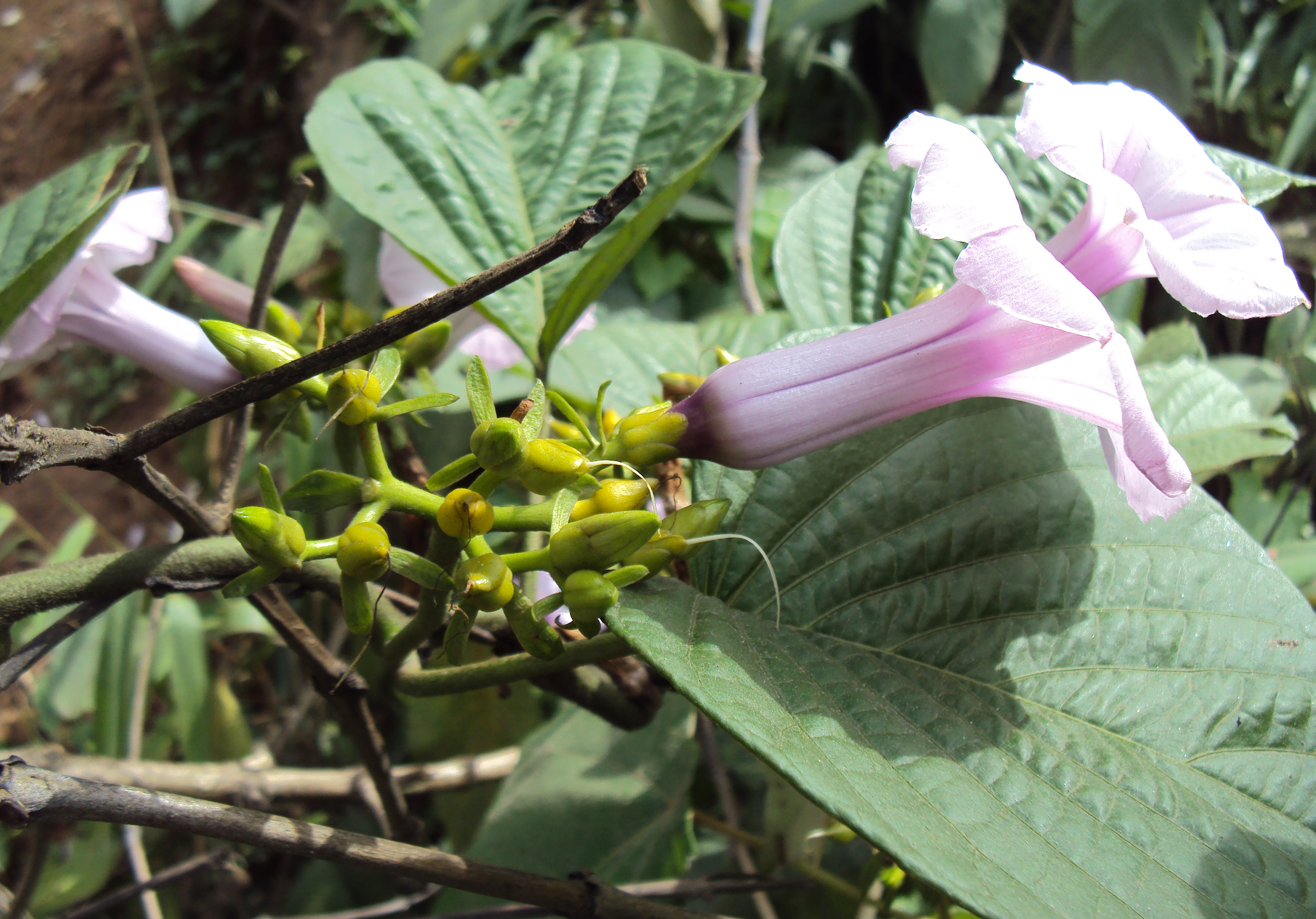
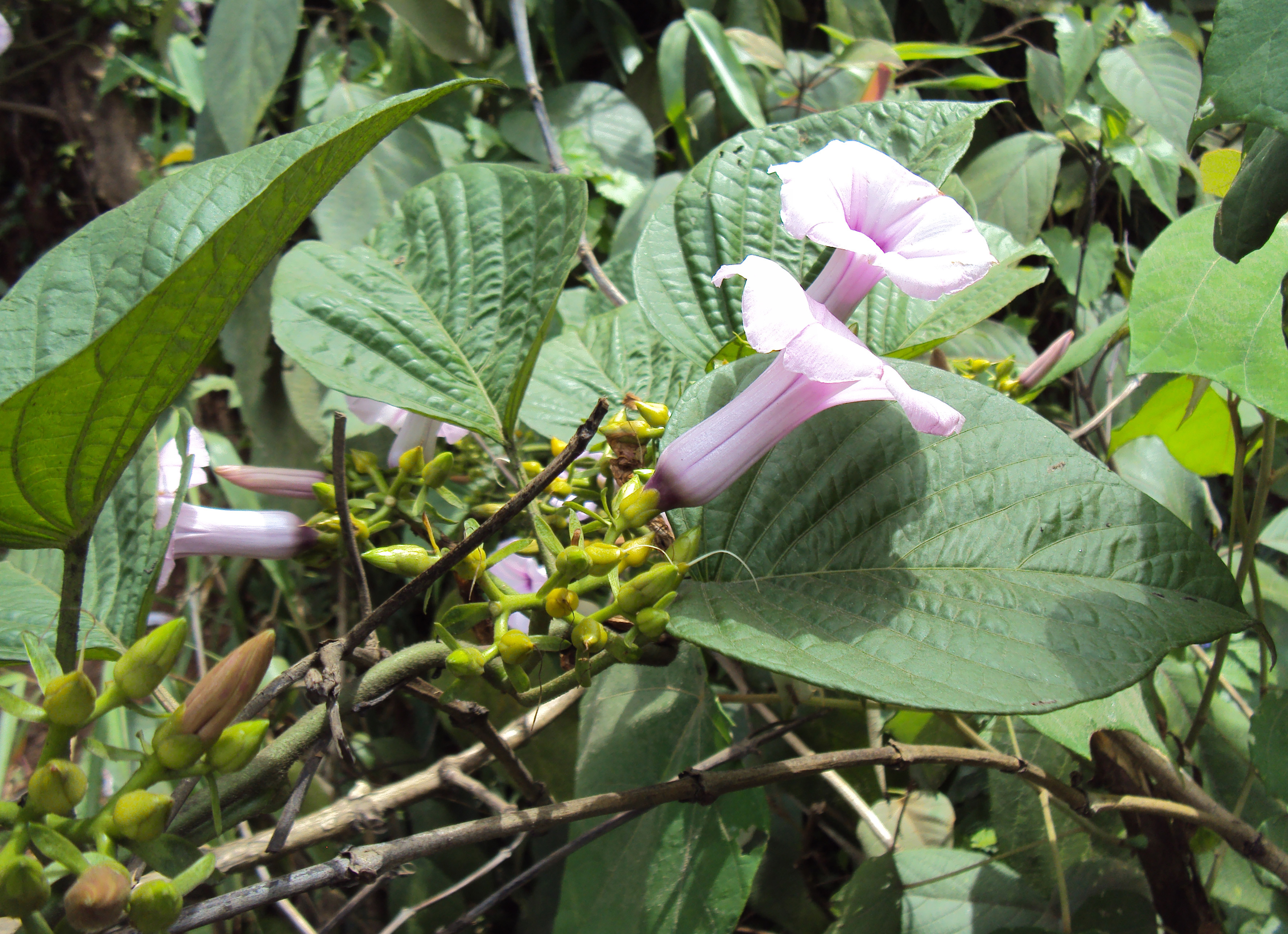